# Hixton
Hixton és una població dels Estats Units a l'estat de Wisconsin. Segons el cens del 2000 tenia 446 habitants.

## Demografia
Segons el cens del 2000, Hixton tenia 446 habitants, 203 habitatges, i 116 famílies. La densitat de població era de 160,9 habitants per km².
Dels 203 habitatges en un 25,6% hi vivien nens de menys de 18 anys, en un 48,3% hi vivien parelles casades, en un 5,4% dones solteres, i en un 42,4% no eren unitats familiars. En el 35% dels habitatges hi vivien persones soles el 18,7% de les quals corresponia a persones de 65 anys o més que vivien soles. El nombre mitjà de persones vivint en cada habitatge era de 2,2 i el nombre mitjà de persones que vivien en cada família era de 2,89.
Per edats la població es repartia de la següent manera: un 23,3% tenia menys de 18 anys, un 6,1% entre 18 i 24, un 27,4% entre 25 i 44, un 20,4% de 45 a 60 i un 22,9% 65 anys o més.
L'edat mediana era de 41 anys. Per cada 100 dones de 18 o més anys hi havia 103,6 homes.
La renda mediana per habitatge era de 28.839 $ i la renda mediana per família de 41.500 $. Els homes tenien una renda mediana de 28.958 $ mentre que les dones 18.587 $. La renda per capita de la població era de 16.314 $. Aproximadament el 3,5% de les famílies i el 8,3% de la població estaven per davall del llindar de pobresa.

## Poblacions més properes
El següent diagrama mostra les poblacions més properes.